# Minas Tirith (Första Åldern)

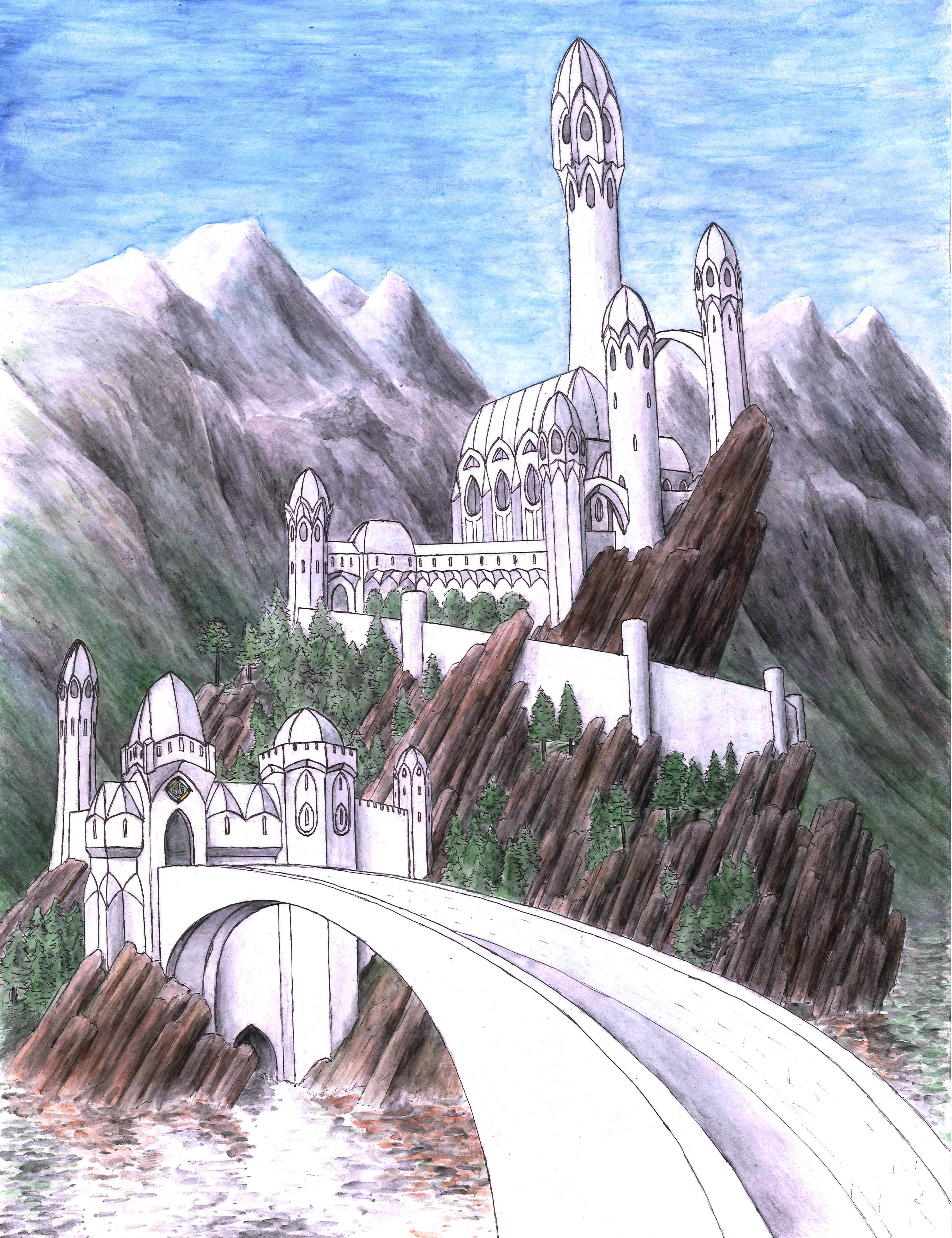
Staden Tol sirion med tornet Minas Tirith (det största).

I J. R. R. Tolkiens berättelser i Silmarillion, var Minas Tirith ett torn på Tol Sirion som vaktade Sirions Pass.
Minas Tirith byggdes tidigt i den Första Åldern av Finrod för att vakta Morgoths vid Ard-galens norra slätt och förhindra att orcher passerade igenom Sirions Pass. Finrods broder Orodreth kommenderade stället. 
År 457 i den Första Åldern stormade Sauron ön och intog tornet. Han ledde en armé av orcher och varulvar efter Morgoths seger i Dagor Bragollach. Sauron, då även känd som Gorthaur, skapade en ondskans plats och ön fick namnet Tol-in-Gaurhoth, Varulvarnas Ö.